# زک استفن
زکری توماس استفن (انگلیسی: Zackary Thomas Steffen؛ زادهٔ ۲ آوریل ۱۹۹۵) بازیکن فوتبال اهل ایالات متحده آمریکا است.
از باشگاه‌هایی که در آن بازی کرده‌است می‌توان به کلمبوس کرو، منچستر سیتی و فورتونا دوسلدورف اشاره کرد.
وی همچنین در تیم ملی فوتبال ایالات متحده آمریکا بازی کرده‌ است.